# Choiny (Lublin)
Pour les articles homonymes, voir Choiny.
Choiny (prononciation [ˈxɔi̯nɨ]) est un village de la gmina de Rybczewice du powiat de Świdnik dans la voïvodie de Lublin, situé dans l'est de la Pologne.
Il se situe à environ 7 kilomètres au nord-ouest de Rybczewice (siège de la gmina), 18 kilomètres au sud de Świdnik (siège du powiat) et 26 kilomètres au sud-est de Lublin (capitale de la voïvodie).

## Histoire
De 1975 à 1998, le village est attaché administrativement à l'ancienne voïvodie de Lublin.

Depuis 1999, il fait partie de la nouvelle voïvodie de Lublin.